# دورسي شرودر
دورسي شرودر (بالإنجليزية: Dorsey Schroeder)‏ هو مهندس أمريكي، ولد في 5 فبراير 1953.

## وصلات خارجية
- دورسي شرودر على موقع Racing-Reference.info (الإنجليزية)